# Matriochkas
 (juillet 2025).
Pour plus de détails, voir Fiche technique et Distribution.
Matriochkas est un court métrage belge réalisé par Bérangère McNeese, sorti en 2019.

## Distribution
- Héloïse Volle : Anna
- Victoire Du Bois : Rebecca
- Guillaume Duhesme : Julien
- Louis Durant : Samy
- Anne Le Forestier : la gynécologue

## Récompenses
- Festival Films courts de Dinan 2021 :
  - Grand prix du jury
  - Prix de la révélation féminine pour Héloïse Volle
  - Prix du jury lycéen
- Magritte 2020 : meilleur court métrage de fiction
- BSFF 2019 : Prix de la Fédération Wallonie Bruxelles, Prix de la RTBF - La Trois, Prix d'interprétation féminine
- Festival International de Courts Métrages de la Côte Bleue 2019 : Prix des Lycéens

## Sélections
- FIFF 2019 : compétition nationale courts métrages